# 山麗苑
山麗苑（英語：Shan Lai Court）是香港房屋委員會的居者有其屋計劃屋苑之一，項目編號為NR10，與鄰近的皇后山邨屬於同一個項目。屋苑位於香港新界粉嶺龍馬路88號，前身為皇后山軍營內警察搜查隊訓練學校，並毗鄰皇后山軍營印度廟。屋苑由房屋署總建築師（四）負責總體設計，並由王歐陽（香港）有限公司負責詳細設計，承建商為有利建築有限公司、物業管理公司為中國海外物業管理有限公司。
首次推出時售價為1,166,900 - 2,567,800港元。

## 屋苑資料

### 樓宇
屋苑共設六座，提供3,222個單位。除橋山閣、梨山及楹山閣分別僅高23層及36層外，其他樓宇均設37層，不設可間三房單位，而每層單位為16個（除松山閣為14個）。景觀方面，向南單位可享流水響、布吉仔一帶山景，而向北單位更可眺望深圳市羅湖區的摩天大廈及梧桐山；向東極高層單位甚至可遠望沙頭角海及鹽田港。然而，由於屋苑以北用地將興建另外五座高41-44層的居屋，部分景觀將來或受遮擋。
屋苑採用門禁社區設計外設圍欄裝設及門禁系統，進入人士須輸入密碼方可進入苑內。
所有樓宇已於2018年8月正式命名，詳情如下：
| 樓宇名稱（座號） | 樓宇類型               | 落成年份 | 層數（住宅層數） | 每層伙數 | 每座單位總數（伙） | 建築師                                        | 承建商           | 提供升降機的廠商 |
| ---------------- | ---------------------- | -------- | ---------------- | -------- | ------------------ | --------------------------------------------- | ---------------- | ---------------- |
| 松山閣（A座）    | 非標準設計大廈 （Y型） | 2021年   | 40（1-37樓）     | 14       | 518                | 房屋署總建築師（四）、 王歐陽（香港）有限公司 | 有利建築有限公司 | 奧的斯           |
| 榕山閣（B座）    | 非標準設計大廈 （Y型） | 2021年   | 40（1-37樓）     | 16       | 592                | 房屋署總建築師（四）、 王歐陽（香港）有限公司 | 有利建築有限公司 | 奧的斯           |
| 杏山閣（C座）    | 非標準設計大廈 （Y型） | 2021年   | 40（1-37樓）     | 16       | 592                | 房屋署總建築師（四）、 王歐陽（香港）有限公司 | 有利建築有限公司 | 奧的斯           |
| 梨山閣（D座）    | 非標準設計大廈 （Y型） | 2021年   | 38（1-36樓）     | 16       | 576                | 房屋署總建築師（四）、 王歐陽（香港）有限公司 | 有利建築有限公司 | 奧的斯           |
| 楹山閣（E座）    | 非標準設計大廈 （Y型） | 2021年   | 38（1-36樓）     | 16       | 576                | 房屋署總建築師（四）、 王歐陽（香港）有限公司 | 有利建築有限公司 | 奧的斯           |
| 橋山閣（F座）    | 非標準設計大廈 （Y型） | 2021年   | 25（1-23樓）     | 16       | 368                | 房屋署總建築師（四）、 王歐陽（香港）有限公司 | 有利建築有限公司 | 奧的斯           |

所有單位原擬撥入「居屋2019」中發售，並已於同年4月18日簽立地契。但根據房委會在2019年3月公佈的發售安排，山麗苑將押後發售；其後，按照2020年6月曝光的相關資料，山麗苑於「居屋2020」發售。攪珠程序已於同年12月15日進行，並於翌年5月31日至9月13日期間揀樓。及後，有其中14個單位於銷售期後「撻訂」，列入隨後的「居屋2022」出售。
山麗苑所有樓宇原來預計於2021年2月21日竣工。但由於松山、榕山及杏山閣的進度較慢，因此延至同年11月15日批出入伙紙，隨後於12月2日起交付單位。

### 設施
屋苑設兒童遊樂場、籃球場、羽毛球場、園景設施，以及位於松山、榕山及杏山閣地庫的停車場。此外，位於榕山閣以南的皇后山軍營第18座營房（前警察搜查隊訓練學校警官食堂）及皇后山軍營印度廟獲得保留，當中前者用作山麗苑管業處、業主立案法團／委員會辦事處及會議室供住戶使用，而後者將不作改動，保留在屋苑地界外。
鄰近公屋皇后山邨設有商場及街市，為居民提供日常生活用品。
而屋苑範圍外的龍馬路設有單車徑連接粉嶺區內以及新界單車徑網絡，供代步康樂之用。

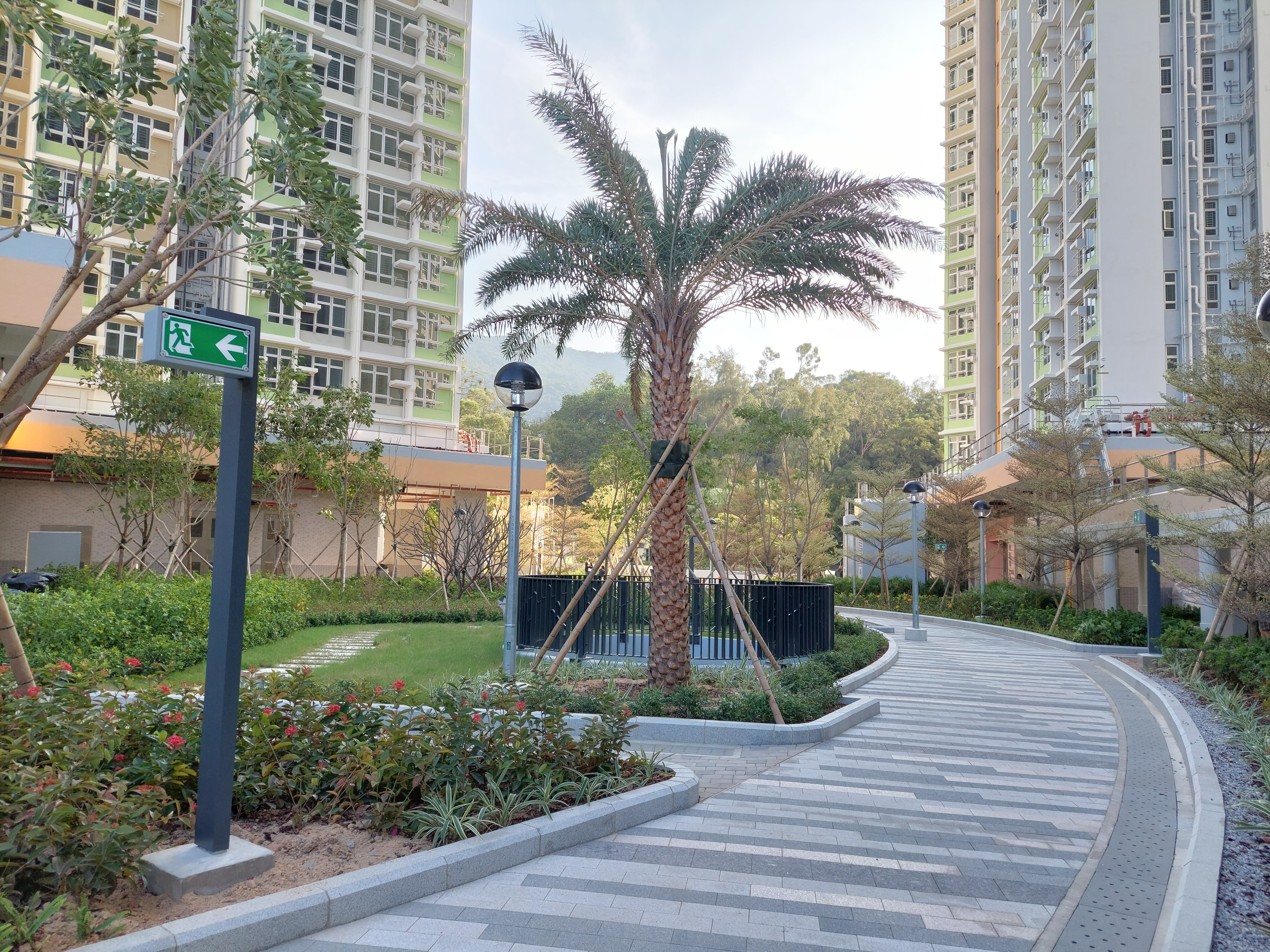
屋苑園景
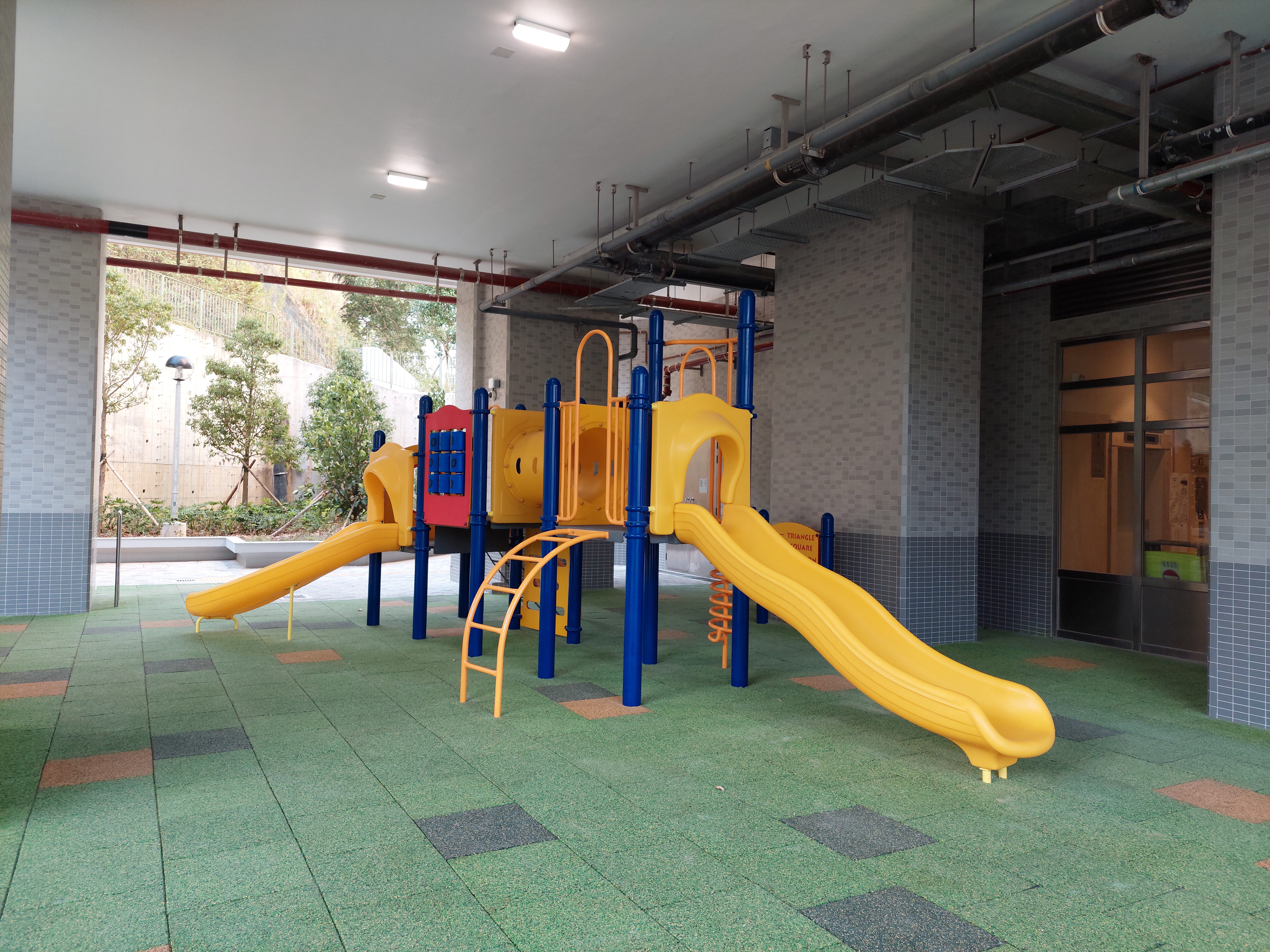
有蓋遊樂場
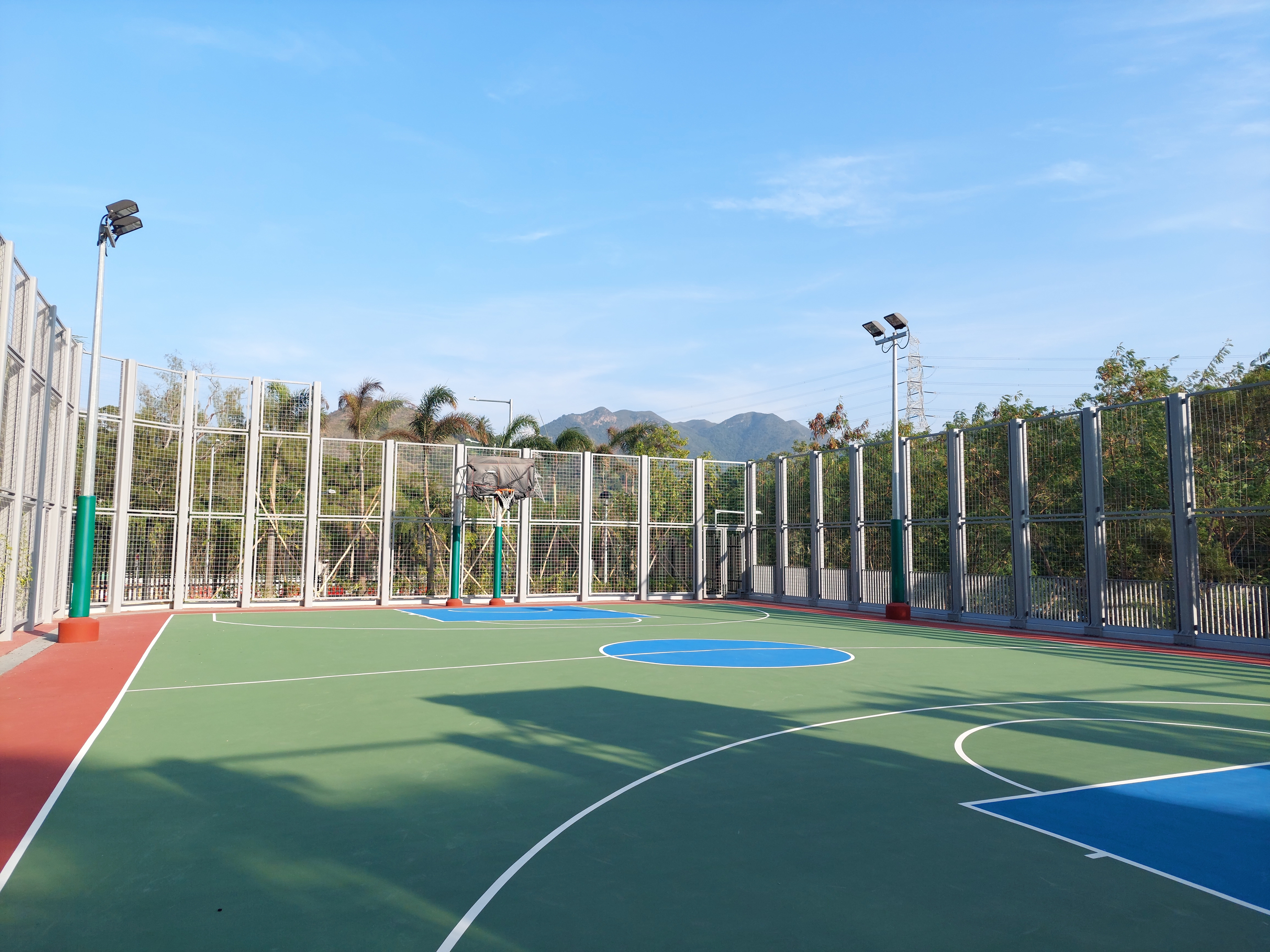
籃球場
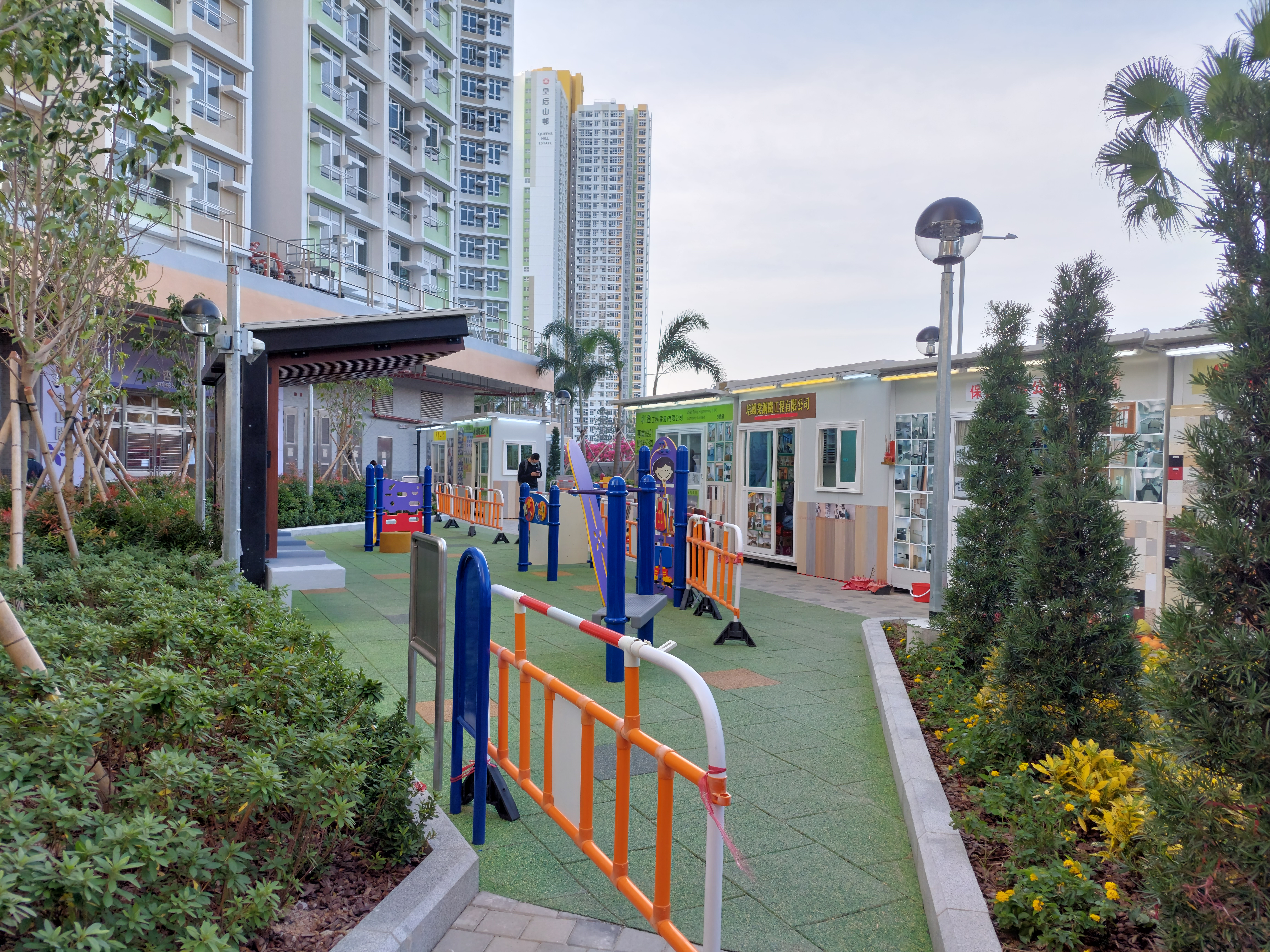
露天遊樂場，以及入伙初期設立的承辦商攤位
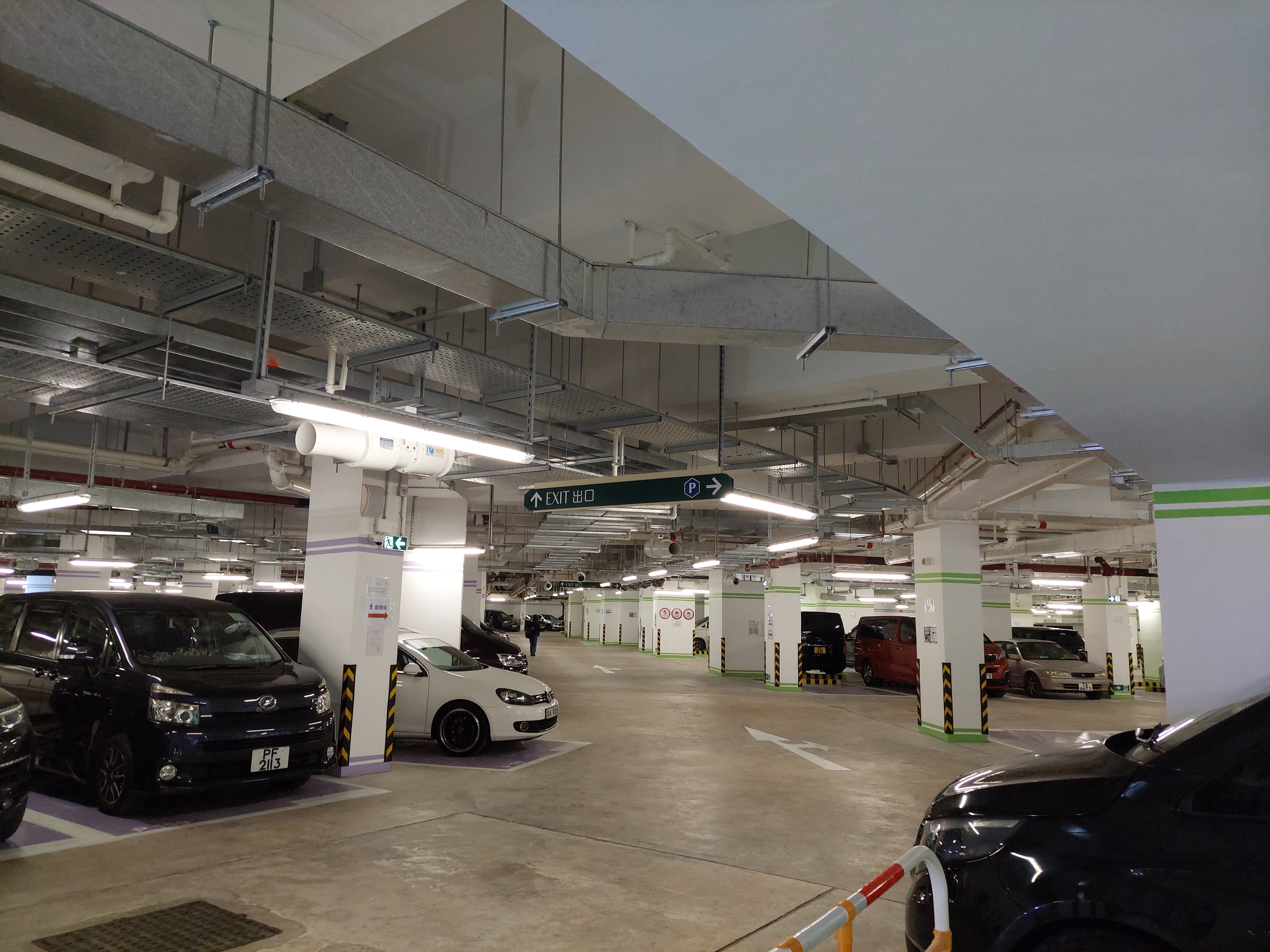
地庫停車場
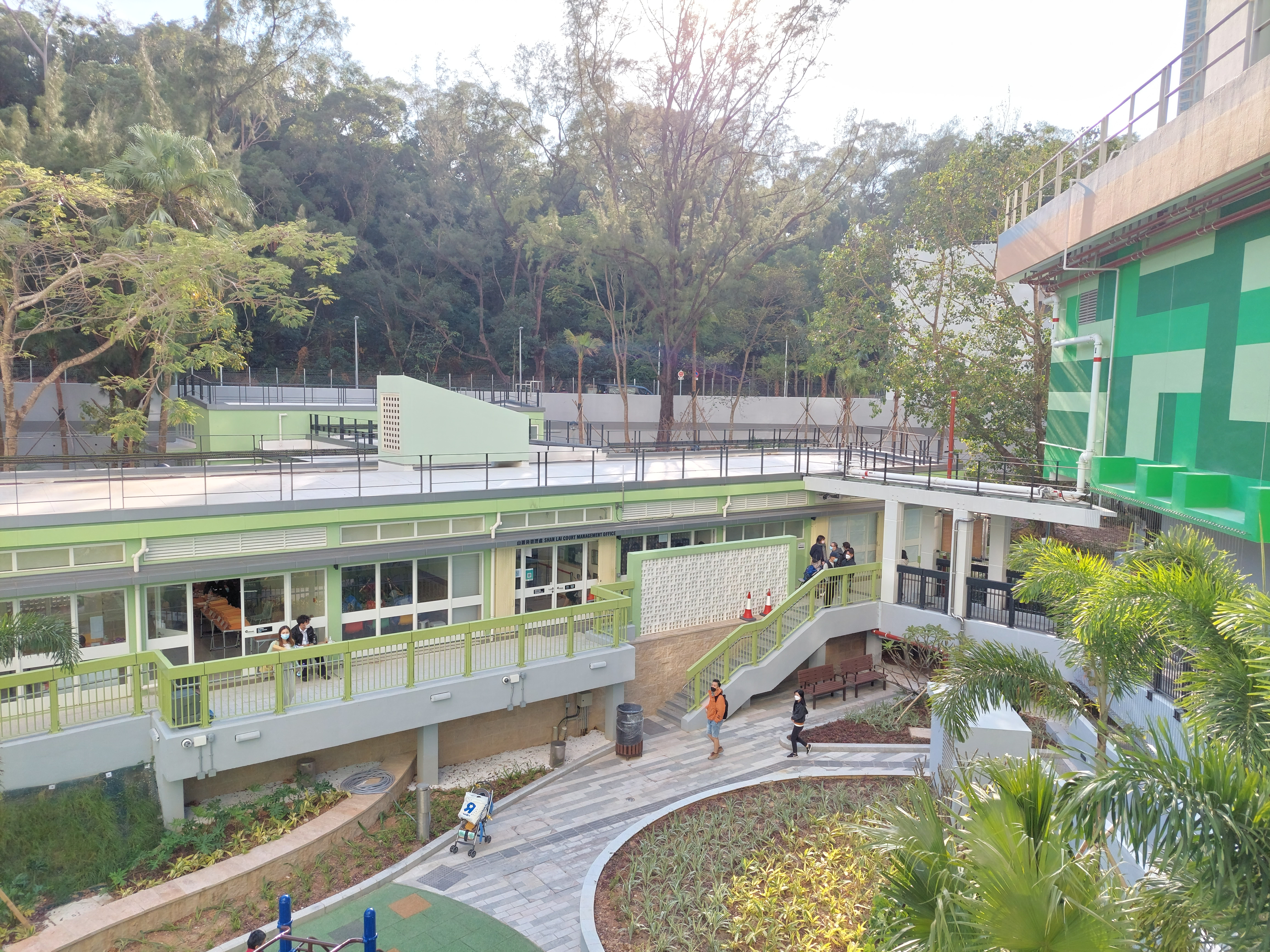
由前皇后山軍營第18座改建而成的管業處
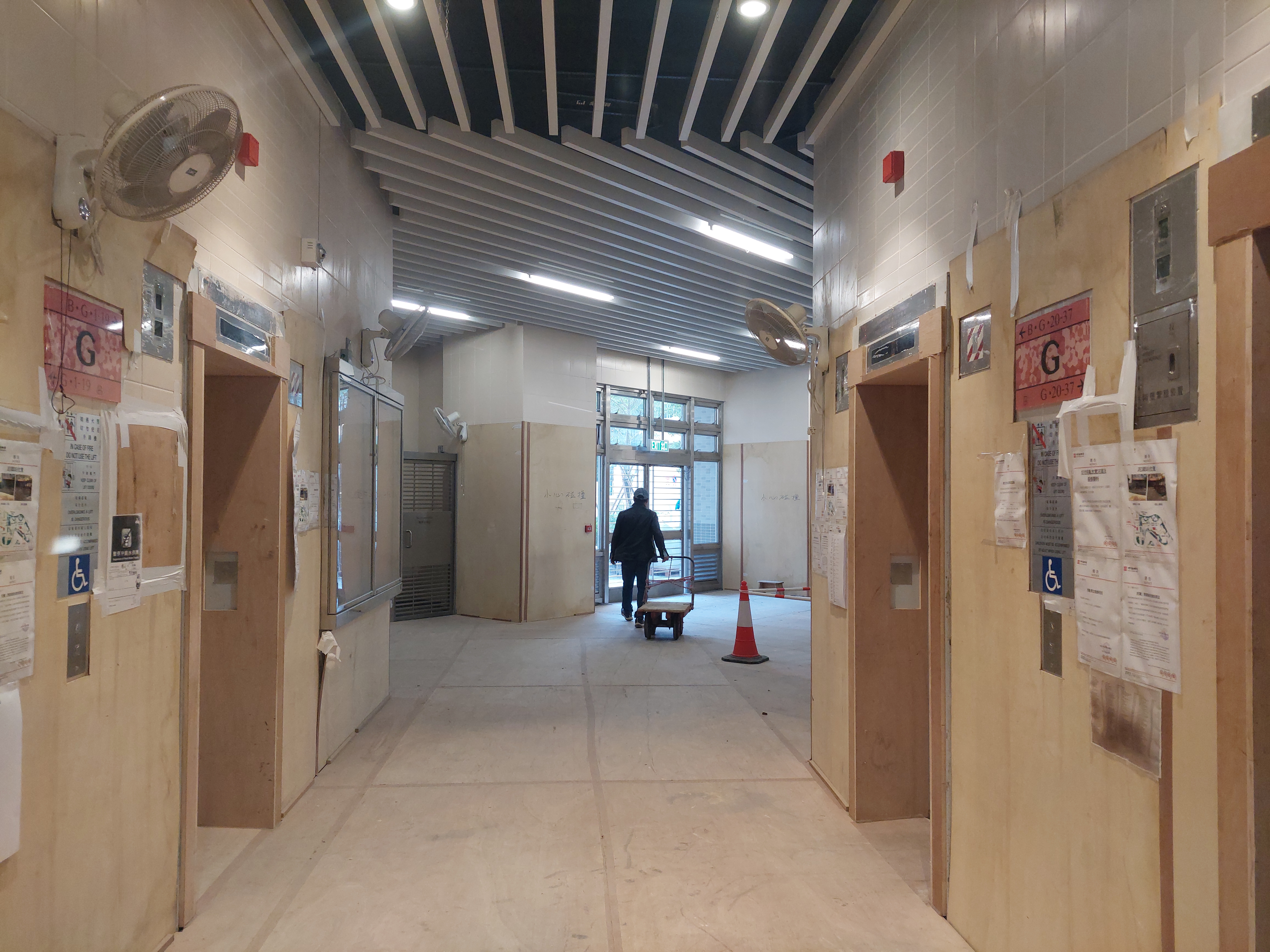
松山閣地下電梯大堂

## 興建期間圖片集

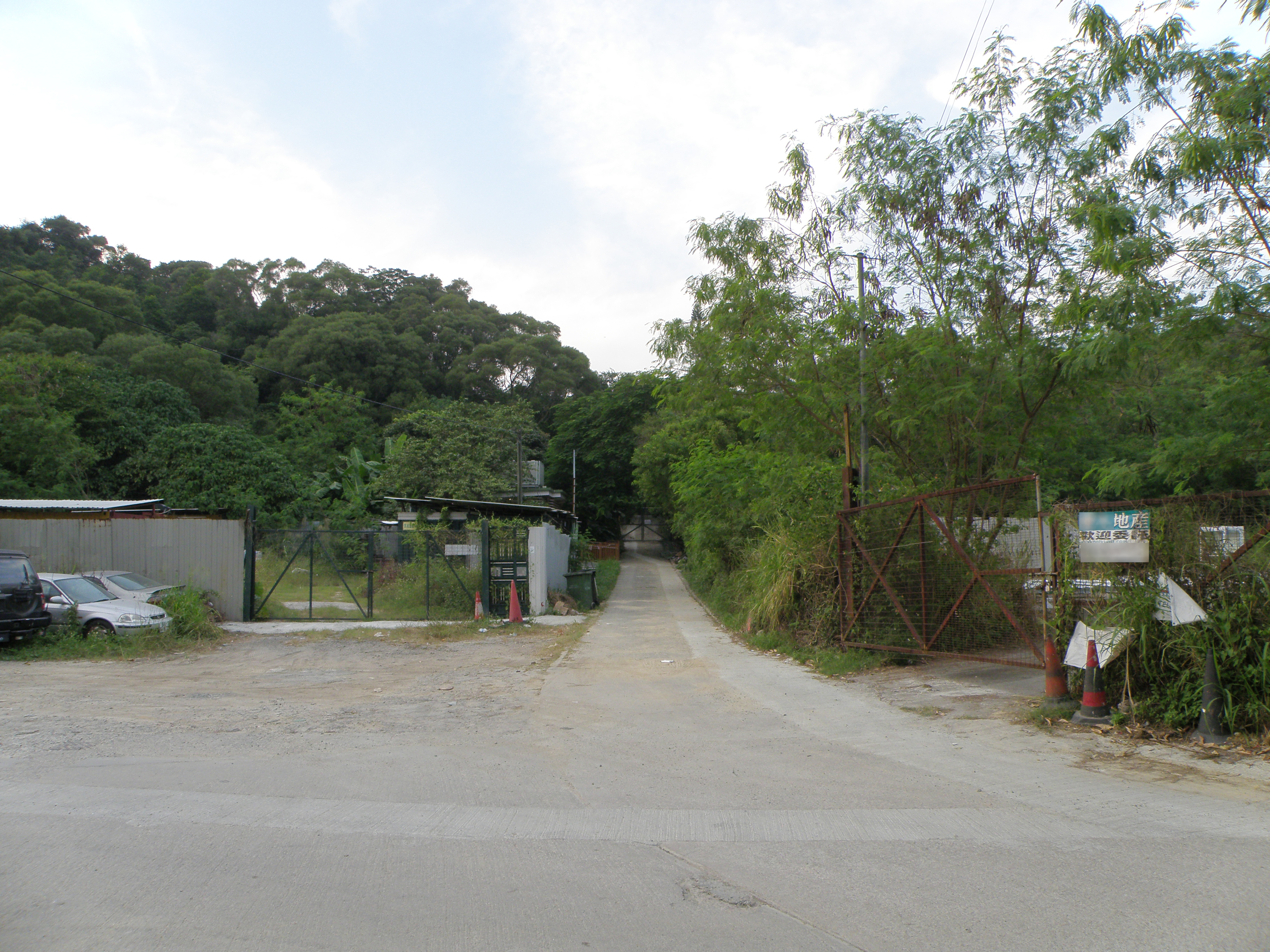
動工前，2015年10月
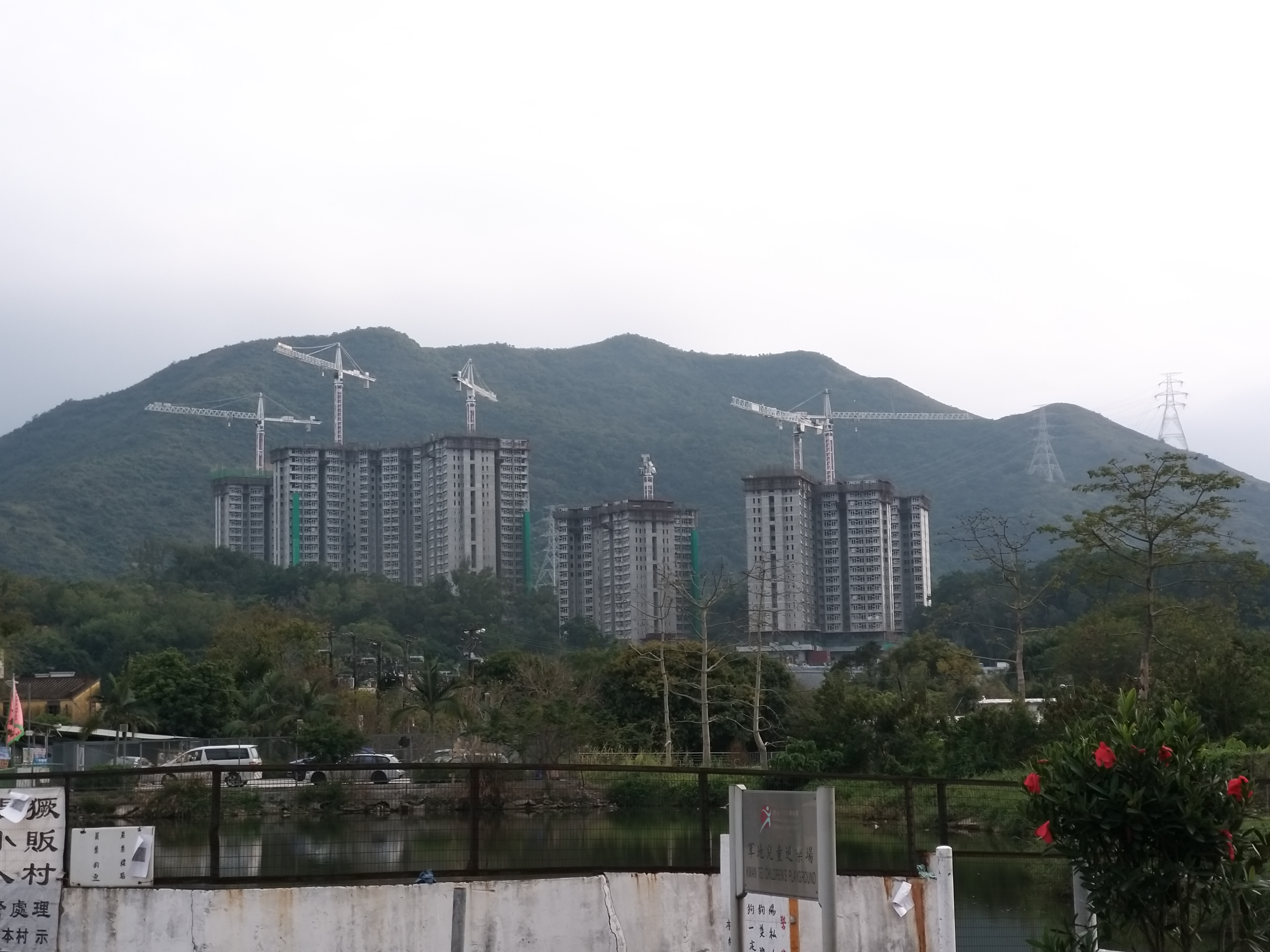
2020年1月
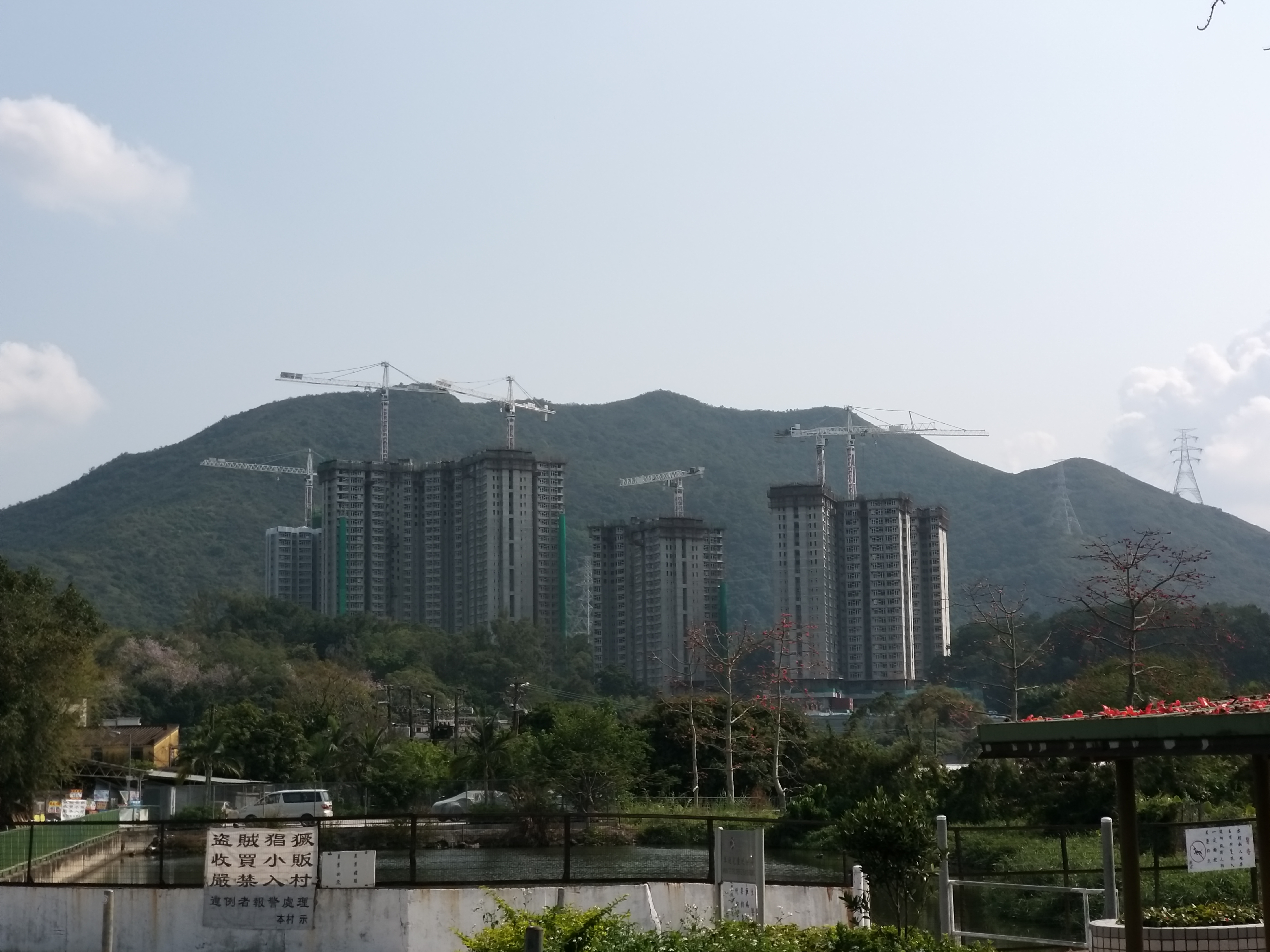
2020年3月
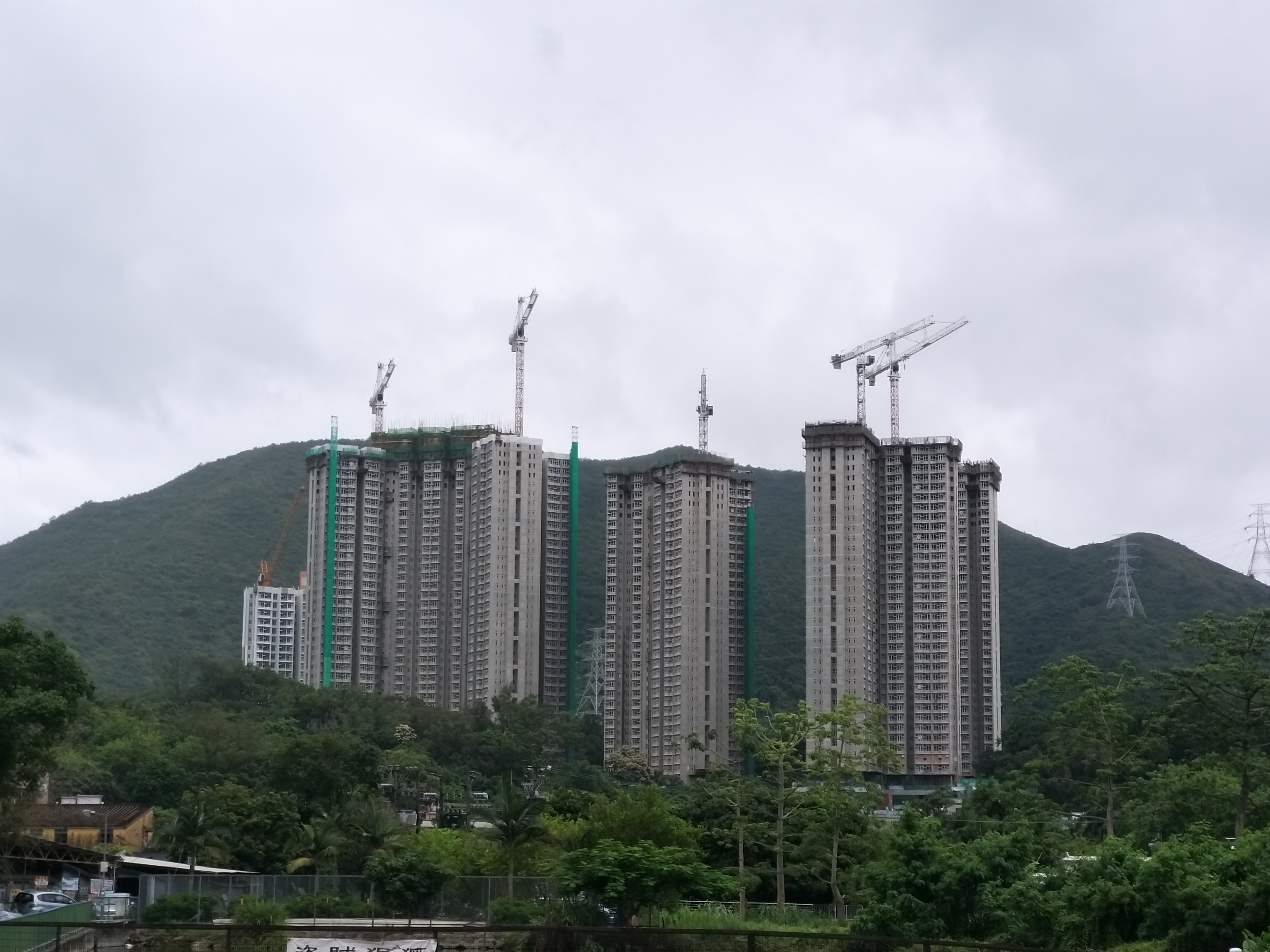
2020年6月
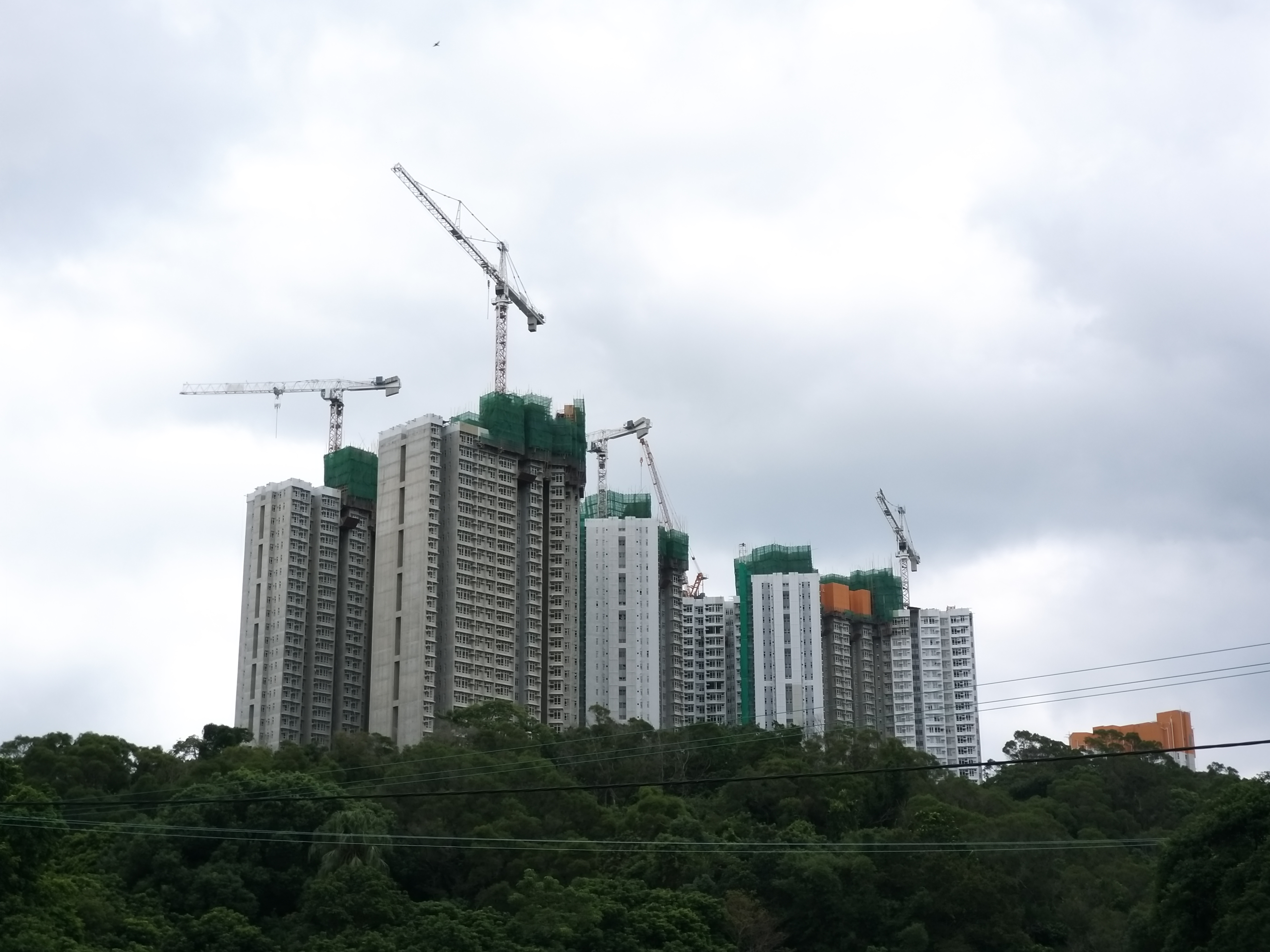
大致封頂，2020年9月
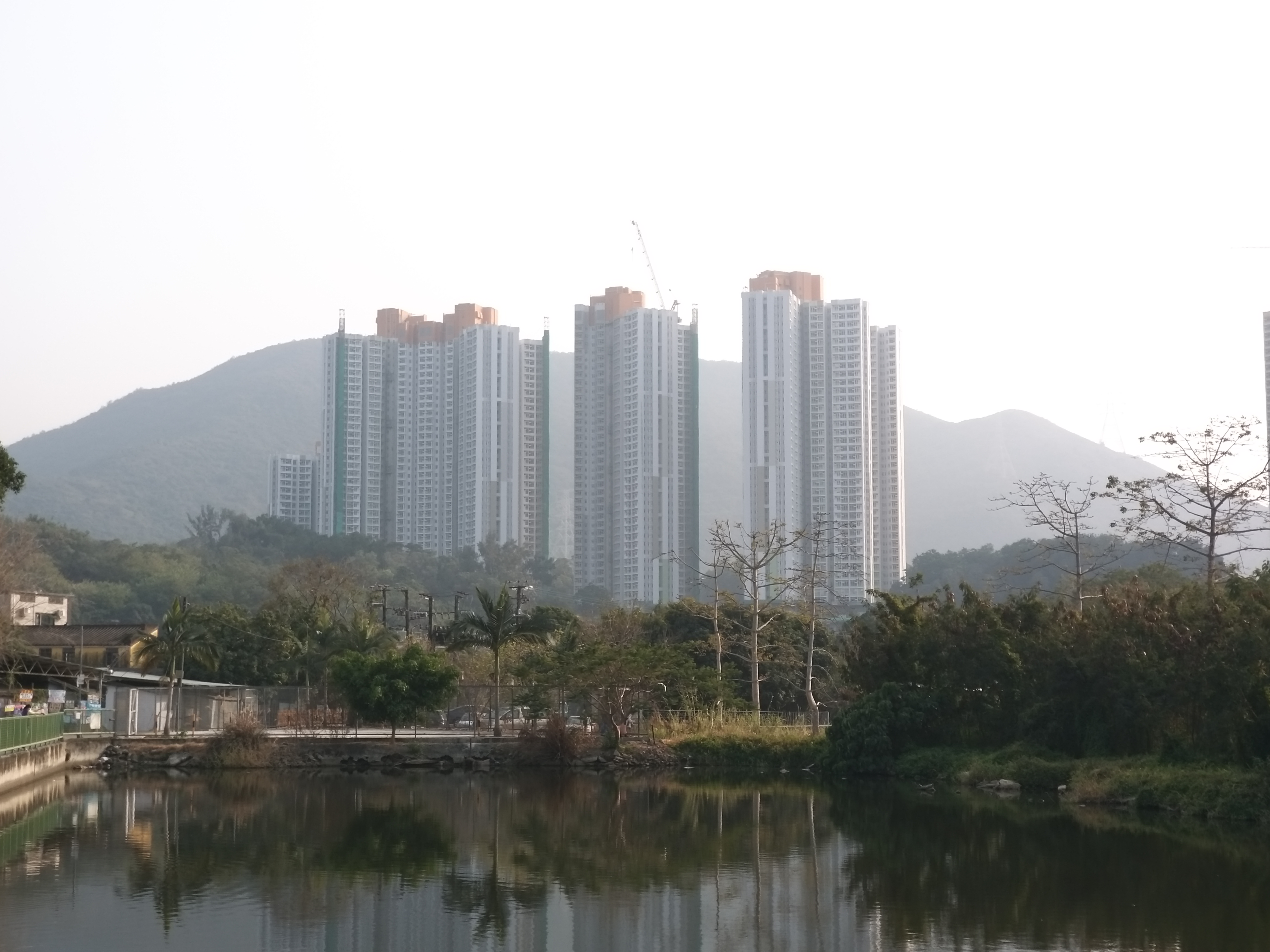
所有天秤均已拆除，2021年1月
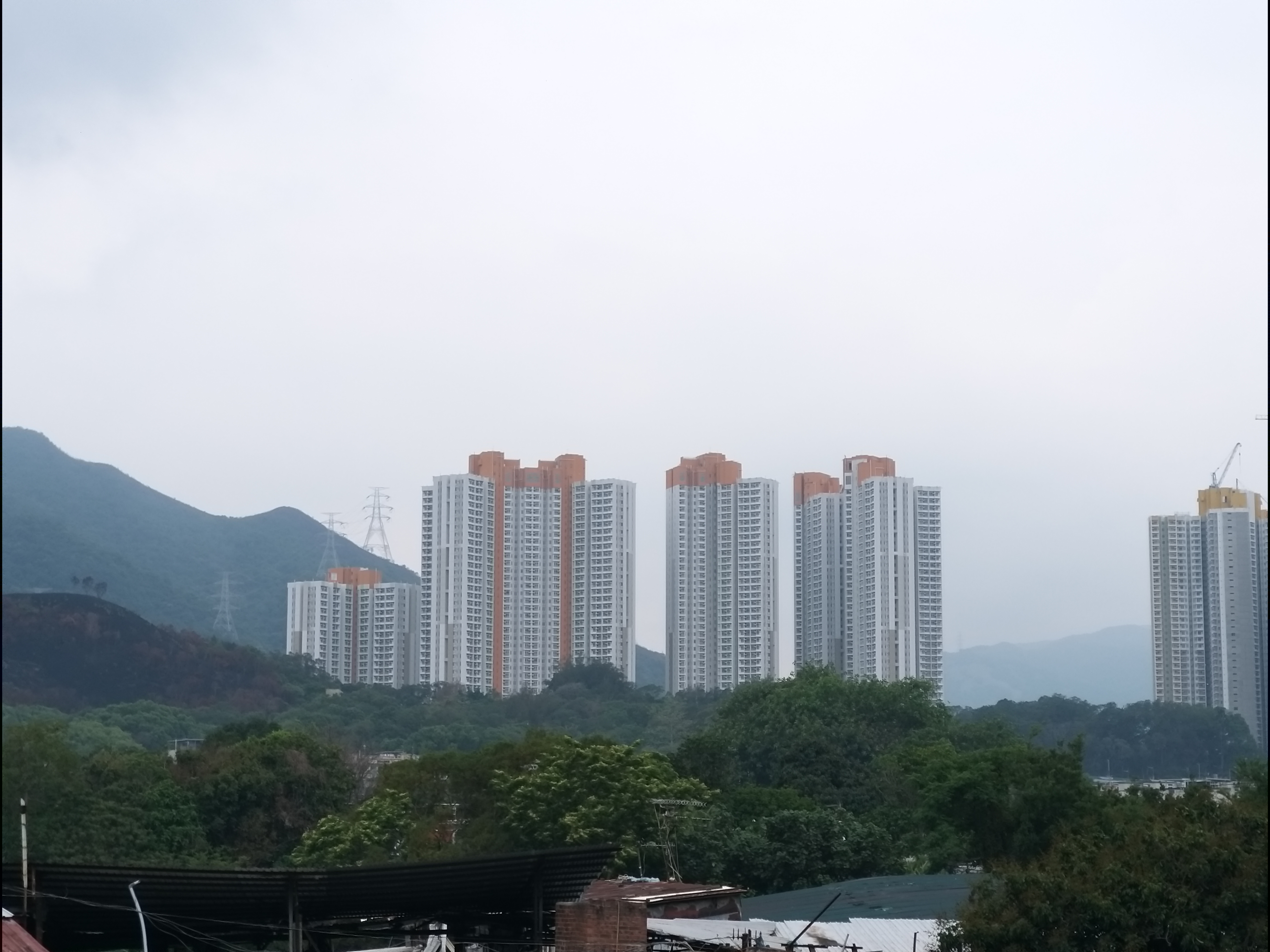
2021年5月
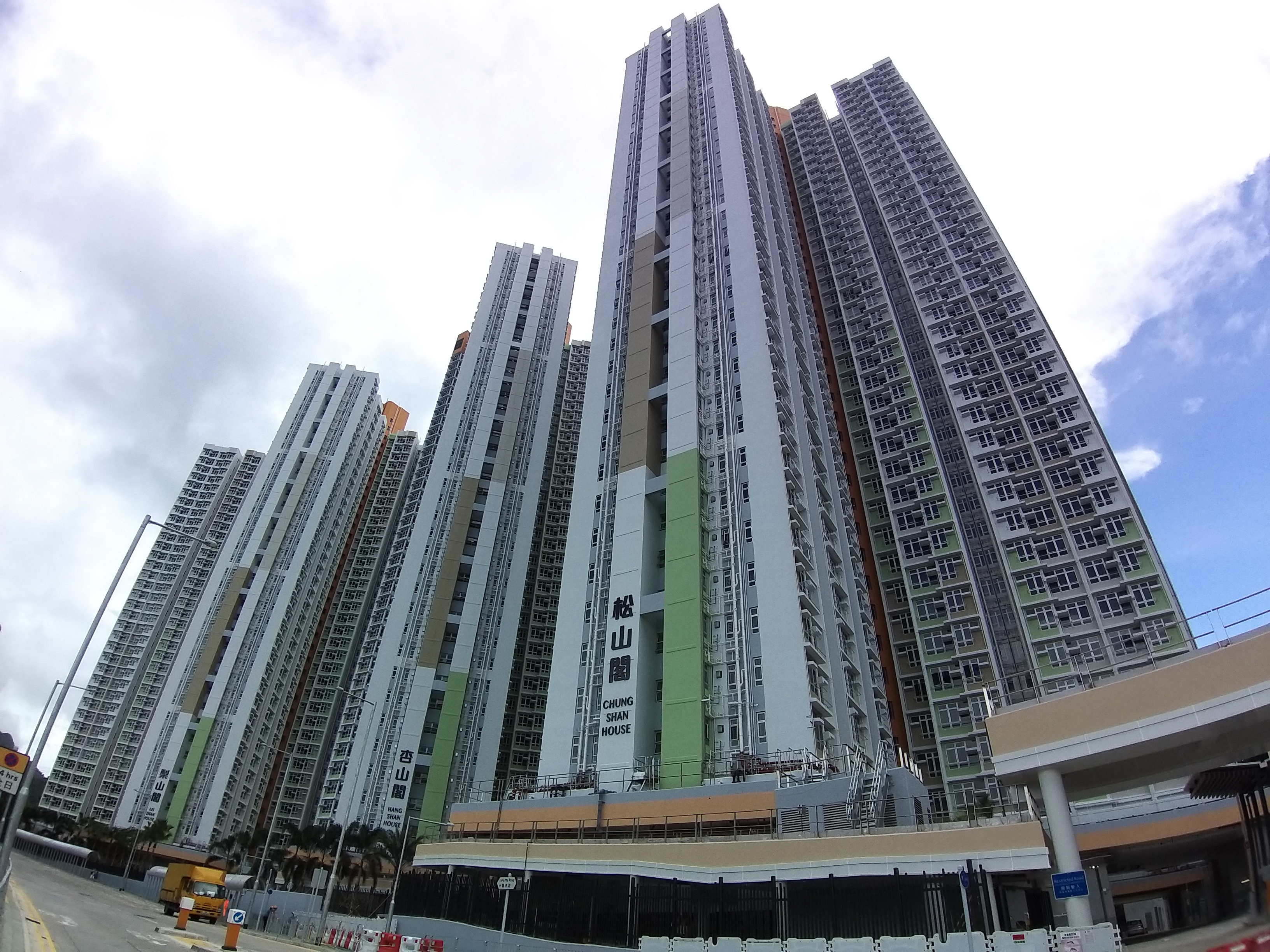
2021年9月

## 附近
- 皇后山邨
- 救世軍中原慈善基金皇后山學校
- 東華三院曾憲備小學
- 馬料水新村
- 沙頭角公路
- 龍躍頭及布吉仔村
- 龍山隧道中部通風大樓
- 流水響水塘
- 香園圍管制站

## 事件及軼事
- 2020年1月，以房屋署署長唐智強為首的房署高層代表團，參觀山麗苑及毗鄰的皇后山邨地盤，並聽取承建商代表講解項目採用的施工新技術[8]。
- 2020年10月14日，山麗苑地盤發生工業意外，一名44歲姓周女工人從15米高的工作平台失足墮下，事主頭、手受重傷陷入昏迷。[9]

## 外部連結
- 山麗苑項目介紹. Yau Lee Construction. （英文）